# Gallai-tétel
Ez a szócikk a gráfelméleti tételről szól. A síkgeometriai tételt lásd a Sylvester–Gallai-tétel szócikkben.
A gráfelméletben a Gallai-tétel a független, illetve a lefogó pont- és élhalmazok között mond ki összefüggéseket. A tétel Gallai Tibortól származik.

## Független és lefogó halmazok
Független élhalmaznak nevezzük egy gráf éleinek olyan halmazát, amelyben semelyik két élnek nincs közös pontja. Független ponthalmaznak pedig a pontok olyan halmazát, amelyben semelyik két pont nincs közös élen.
A gráf pontjainak egy halmaza lefogó ponthalmaz, ha a gráf minden élének legalább az egyik végpontját tartalmazza; hasonlóan, élek egy halmaza lefogó élhalmaz, ha a gráf minden pontjára legalább egy eleme illeszkedik.
Az alábbi jelölések használatosak a lényeges él-, illetve ponthalmazok elemszámára:
- {\displaystyle \nu (G)} a legnagyobb független élhalmaz elemszáma
- {\displaystyle \tau (G)} a legkisebb lefogó ponthalmaz elemszáma
- {\displaystyle \rho (G)} a legkisebb lefogó élhalmaz elemszáma
- {\displaystyle \alpha (G)} pedig a legnagyobb független ponthalmaz elemszáma.

## Lefogó és független ponthalmaz viszonya
Minden hurokmentes {\displaystyle G} gráfra {\displaystyle \tau (G)+\alpha (G)=|V(G)|}, azaz a legkisebb lefogó és a legnagyobb független ponthalmaz elemszámának összege egyenlő a gráf pontjainak számával.

### Bizonyítás
Az {\displaystyle A} halmaz pontjai pontosan akkor függetlenek, ha {\displaystyle V(G)\setminus A} lefogó halmaz. Egyébként, ha {\displaystyle A} nem lenne független, akkor lenne két összekötött pont, amely közötti élet {\displaystyle V(G)\setminus A} nem fogna le.
A másik irányban, ha {\displaystyle V(G)\setminus A} nem fogna le egy élet, akkor {\displaystyle A}-ban ennek az élnek mindkét végpontja szerepel, tehát {\displaystyle A} nem független. Ebből: {\displaystyle \tau (G)} {\displaystyle \leq } {\displaystyle |V(G)\setminus A|}, és innen {\displaystyle \tau (G)+\alpha (G)} {\displaystyle \leq } {\displaystyle |V(G)|}. Ezentúl, {\displaystyle \alpha (G)} {\displaystyle \geq } {\displaystyle |V(G)\setminus B|} -re ahol {\displaystyle B} egy tetszőleges lefogó ponthalmaz.
Tehát: {\displaystyle \tau (G)+\alpha (G)} {\displaystyle \geq } {\displaystyle |V(G)|}

## Független és lefogó élhalmaz viszonya
Minden olyan {\displaystyle G} gráfra, amely nem tartalmaz izolált pontot, {\displaystyle \nu (G)+\rho (G)=|V(G)|}, azaz a legnagyobb független és a legkisebb lefogó élhalmaz elemszámának összege egyenlő a gráf pontjainak számával.

### Bizonyítás
{\displaystyle \nu (G)} darab független él {\displaystyle 2\nu (G)} pontot fog le. A többi pont legfeljebb {\displaystyle |V(G)|-2\nu (G)} éllel lefogható. Tehát, {\displaystyle |V(G)|-\nu (G)} {\displaystyle \geq } {\displaystyle \rho (G)}.
Azt is tudjuk, hogy ha {\displaystyle A} egy minimális lefogó élhalmaz, akkor {\displaystyle A} {\displaystyle k} darab csillagból áll (ha {\displaystyle A} tartalmazna kört, annak tetszőleges élét, vagy ha utat, annak középső élét elhagyhatnánk). Ezért {\displaystyle \rho (G)=|V(G)|-k} ({\displaystyle k} darab csillag van). Ebből kaphatunk úgy egy független élhalmazt, hogy minden csillagból kiválasztunk egy élet. Tehát {\displaystyle \nu (G)} {\displaystyle \geq } {\displaystyle k=|V(G)|-\rho (G)}.
|            | min                      |   | max                        |   | eredmény |
| ---------- | ------------------------ | - | -------------------------- | - | -------- |
| ponthalmaz | {\displaystyle \tau (G)} | + | {\displaystyle \alpha (G)} | = | \|V(G)\| |
| élhalmaz   | {\displaystyle \rho (G)} | + | {\displaystyle \nu (G)}    | = | \|V(G)\| |